# 9428 Angelalouise
9428 Angelalouise eller 1996 DW2 är en asteroid i huvudbältet som upptäcktes den 26 februari 1996 av den brittiske astronomen Stephen P. Laurie i Church Stretton. Den är uppkallad efter upptäckarens fru, Angela Louise Laurie.
Asteroiden har en diameter på ungefär 14 kilometer.